# Sadá
Sadá (em árabe: صَعْدَة‎; romaniz.: Ṣaʿda) é uma cidade da província de Sadá, no norte do Iêmen. e acordo com o censo de 2004, havia 51 870 habitantes.